# Dingshi
Dingshi (kinesiska: 丁市) är en köping i sydvästra Kina. Den ligger i häradet Youyang i storstadsområdet Chongqing omkring 210 kilometer sydost om det centrala stadsdistriktet Yuzhong. Antalet invånare är 19 543. Befolkningen består av 9 501 kvinnor och 10 042 män. Barn under 15 år utgör 29,0 %, vuxna 15-64 år 58 %, och äldre över 65 år 11,0 %.